# Индија — љубавна прича
Индија — љубавна прича (порт. Caminho das Índias) бразилска је теленовела, продукцијске куће Реде Глобо, снимана 2009.
Добитница је међународне награде Emmy у категорији за најбољу теленовелу 2009.
У Србији је приказивана 2010. на телевизији Б92.

## Синопсис
Љубав, разум, и лудило. Веровања и вредности које разликујемо између истока и запада, теленовела која доноси многе контрасте. У центру приче је забрањена љубав између две особе различитог порекла. Маја је паметна, весела, и ради као службеник маркетиншке фирме у Раџастану и спада у традиционалну трговинску породицу. Бахуан је студирао у САД, где је сарађивао са америчком компанијом, али никада није заборавио понижења која је морао да прође као дете, јер је „далит“.
Маја је у узрасту за брак и њени родитељи, произвођачи парфема, Ману и Кочи, већ су у потрази за савршеним човеком. Као и сваки Индијка, она је уверена у избор својих родитеља. Док не упозна Бахуана. Покренута узбудљивим осећајима које никада до сад није осетила, Маја је спремна да се супротстави својој породици. Чак и када истину о његовом пореклу изађе на светло, она га воли. Међу обећањима, ризицима, састанцима и неспоразумима, пар планира будућност заједно у било ком тренутку, не плашећи се судбине али ће њихов пут бити трновит… На путу њихове среће стоји Раџ, богати и уважени бизнисмен, за кога Мајини родитељи мисле да је савршена прилика за њу.
Раџ је средњи син Опаша и Индире Ананде. Опаш је богати произвођач који склапа уговор између Мајиног и Раџевог венчања, што им још више отежава ствари. Он и Индира имају још троје деце: Амитаба, Равија и Шанти. Амитаб је најстарији и у браку је са амбициозном Сурјом, са којом има ћерку Анушу. Рави је најмлађи и он се заљубљује у Камилу, лепу Бразилку. Касније ће се венчати и живеће у Индији, али њихов брак доводи сукобе истока и запада јер је Камила друге вероисповести. Шанти је једина ћерка међу децом и она је сада спремна за брак и одувек је била учена да буде добра супруга. Али она је желела нешто више. Слободу да сама креира свој живот и да сама одлучује за кога ће се удати. То ће довести до сукоба у породици Ананда.
Док су Маја и Бахуан у љубави, Раџ се у Бразилу проводи са Дудом, прелепом Бразилком, која му је украла срце. Они не могу бити заједно због његовог уговореног брака са Мајом те њихова љубав виси о концу. Она ради у естетској клиници коју држе Илана и Кјара, две различите и лепе жене. Илана је удата за Цезар Моту, који не може да контролише њиховог делинквентског сина Зеку, који је вођа банде у локалној гимназији. Кјара је успешна пословна жена која много воли да чита, јер у књигама проналази спас од свега. Она је Дудина најбоља пријатељица која је увек спремна да јој помогне.
Други кључни елемент приче је породица Кадоре која има огромно предузеће. Власник је амбициозни Рамиро Кадоре, који је увек у рату са својим братом Раулом, што много повређује њиховог оца и оснивача целе фирме, господин Кадореа. Рамиро је у браку са Мелисом, која је опседнута својим изгледом, статусом и положајем. Њихов живот се окреће наглавачке када сазнају да њихов син Тарсо, будући власник Кадоре царства, болује од шизофреније. Он се заљубљује у Тоњу. Иако су у љубави, они морају да се суочавају са многим проблемима, пре свега због његове болести. Због својих проблема, Тарсо иде на третман код др Брауна, који је заљубљен у Сидињу, секретарицу компаније Кадоре. Браун такође ради са Аидом, бившом супругом Сесара, који има две ћерке, Камилу и Леињу. На почетку приче је Камила заљубљена у Дарија, али онда се заљубљује у Равија. Леиња жели да сними филм и узела је Индију као свој први документарни филм.
Прича се такође бави и проблемима брачног пара Силвије и Раула Кадореа. Дуго су у браку и имају ћерку Жулију. Али њихов живот се драматично променио по доласку Силвијине школске другарице Ивон, која својим доласком жели да помогне Сивији да преброди кризу у браку. Али она крије тајну и направиће пометњу у њиховим животима.

## Улоге
| Глумац:              | Улога:                     |
| -------------------- | -------------------------- |
| Жулијана Паес        | Маја Мета Ананда           |
| Родриго Ломбарди     | Раџ Ананда                 |
| Марсијо Гарсија      | Бахуан Сандрани            |
| Тања Каљил           | Дуда                       |
| Дебора Блоч          | Силвија Кадоре Кавинато    |
| Клео Пирес           | Сурја Ананда               |
| Летисија Сабатеља    | Ивон Оливејра Магаљаес     |
| Алешандре Боргес     | Раул Кадоре Умберто Куња   |
| Умберто Мартинс      | Рамиро Кадоре              |
| Кристијане Торлони   | Мелиса Кадоре              |
| Жандира Мартини      | Пуџа                       |
| Како Киоклер         | Мурило Кавинато            |
| Елијана Ђардини      | Индира Ананда              |
| Нивеа Марија         | Кочи Мета                  |
| Бруно Гаглиасо       | Тарсо Кадоре               |
| Маржори Естијано     | Тоња Кавинато Кадоре       |
| Исис Валверде        | Камила Мота Гоуларт Ананда |
| Кајо Блат            | Рави Ананда                |
| Дира Паеш            | Нормиња                    |
| Андерсон Муљер       | Абел Алмеида               |
| Антонио Каљони       | Сезар Гаљо Гоуларт         |
| Ана Беатриз Ногерија | Илана Гаљо Гоуларт         |
| Дуда Нагле           | Зека                       |
| Вера Фишер           | Кјара                      |
| Дантон Мељо          | Амитаб Ананда              |
| Рикардо Този         | Комал Мета                 |
| Андре Гонкалвес      | Мутинеја Гопал             |